# 백승철 (축구인)
백승철(白承哲, 1975년 3월 9일 - )은 대한민국의 전 축구 선수이자 현 축구 지도자로 현재 서울공업고등학교 코치로 재직 중이며 선수 시절 포지션은 공격수였다.

## 클럽 경력
영남대학교 졸업 후 1998년 포항 스틸러스에 입단하여 1998 시즌 리그 12골을 기록하며 그 해 베스트 11에 선정되는 영예를 안았고 울산 현대와의 플레이오프 1차전에서도 후반 추가 시간 결승골을 터뜨리며 팀 승리를 이끌었지만 팀은 3일 뒤에 열린 플레이오프 2차전에서 승부차기까지 가는 접전 끝에 1-4로 무릎을 꿇으며 챔피언결정전 진출이 좌절됐다.
그 뒤 1999년 2월 호주에서 전지훈련 도중 점프한 뒤 착지한 과정에서 발목을 다치면서 이 부상의 여파로 리그 초반 몇경기에 출전하지 못했고 이후 심각한 부상을 안고 8경기 연속 출장했지만 이것이 오히려 악수가 되어 버렸다.
그리고 2000년에 안양 LG 치타스으로 이적하였지만, 십자인대와 무릎 전체가 심각하다는 담당 의사의 소견을 듣고 수술을 결심했지만 소속팀인 포항이 서울의 큰 병원이 아닌 포항의 구단 지정 병원으로 보내는 크나큰 실수를 저지르면서 수술은 결국 실패로 돌아가버렸고 수술하는 과정에서 외부 병균에 감염되어 무릎을 쓰지 못할 정도에까지 이르렀으며 이후 독일과 일본에서 연이어 수술을 받았으나 전성기 때의 몸 상태로 돌아가지 못한 채 한 경기를 뛰지 못했다.

## 지도자 경력
선수 은퇴 후 4년이 지난 2003년 인천대중예술고등학교의 코치로 본격적인 지도자 커리어를 시작하여 2013년까지 10년동안 인천대중예술고를 이끌었고 이후 2014년 수성대학교 감독으로 부임하여 2015년까지 역임했으며 2016년부터 2018년까지 위덕대학교의 코치로 재직하다가 2019년부터 2020년까지 이천제일고등학교 축구부 코치로 재직.
현재는 서울공업고등학교 축구부 코치로 활동하고 있다.

## 수상
- K리그 베스트 11 : 1998

## 참고 자료
- 이영미 칼럼 - 비운의 축구선수, 지금 어디에<3> 플레이오프의 사나이, 백승철